# بنتون (لوئیزیانا)
بنتون (به انگلیسی: Benton) شهری در ایالت لوئیزیانا کشور ایالات متحده آمریکا است که جمعیت آن در سرشماری سال ۲۰۱۰ میلادی، ۱٬۹۴۸ نفر بوده‌است.